# José Dimitri Maconda
José Dimitri Maconda (nacido en Rotterdam, Países Bajos, el 28 de noviembre de 2001) es un baloncestista neerlandés con nacionalidad angoleña que juega en el equipo holandés del LWD Basket de la BNXT League. Con 1,88 metros de estatura, juega en la posición de base. 

## Trayectoria deportiva
Maconda comenzó a jugar baloncesto en las categorías inferiores del BV Rotterdam-Zuid y posteriormente formó parte de otros equipos de los Países Bajos como el CBV Binnenland, la Basketball Academy Limburg y la Orange Lions Academy. 
A los 17 años, en la temporada 2019-10 firmó su primer contrato profesional con el Óbila Club de Basket de la Liga EBA. El 24 de febrero de 2020, rescindiría su contrato con el conjunto abulense, tras jugar solo cinco partidos en los que promedia 12,39 minutos sobre la cancha, 3,6 puntos, 1 rebote, 0,8 asistencias y 1,8 de valoración, debido a una lesión que le impediría jugar más partidos.
En la temporada 2020-21, regresa a los Países Bajos para jugar en el Heroes Den Bosch, con el que disputa la Dutch Basketball League y la Eurocup
En la temporada 2021-22, firma por el Aris Leeuwarden de la BNXT League.
El 21 de julio de 2022, se compromete con el Juaristi ISB de la Liga LEB Oro. El 15 de diciembre de 2022, el jugador llega a un acuerdo con el club para rescindir su contrato.
El 5 de enero de 2023, firma por el Sangalhos Desporto Clube de la Liga Portuguesa de Basquetebol. En junio regresó al Aris Leeuwarden, que para entonces había cambiado su nombre a LWD Basket, para una segunda temporada.

## Selección nacional
En 2017, Manconda representó a la selección holandesa sub-16 en el Campeonato de Europa (división B), donde obtuvo el segundo lugar. En 2019, volvió a representar a la selección holandesa sub-18 en el Campeonato de Europa U18 (división A).
Durante agosto y septiembre de 2023 fue integrante de la selección de Angola que participó en el Mundial de 2023 celebrado en Asia, y que finalizó en vigesimosexto lugar.